# Bedoui oranais
Sous-genres
Bedoui citadinisé
Genres dérivés
Raï traditionnel
Genres associés
Bedoui saharien
Le bedoui oranais ou bédoui wahrani (en arabe : البدوي الوهراني), appelé également gharbi est un genre poètico-musical rural algérien de la région d'Oranie, il est basé sur la poésie du melhoun.

## Étymologie
Bedoui signifie « rural » avant de qualifier le genre traditionnel chanté avec un accompagnement musical où figurent principalement deux flûtistes de gasba et un gallal. 
Wahrani se traduisait et se comprenait par rapport à la région d'Oranie et non en référence à la ville d'Oran. En effet, bédoui renvoie communément à la campagne et à la ruralité, le genre bédoui compte trois styles en Algérie : le bedoui wahrani, le bedoui saharien (aiyai) et le bedoui chaoui. Par ailleurs, le genre était dénommé également riffi et gharbi chez les interprètes du deuxième sous-genre.

## Histoire

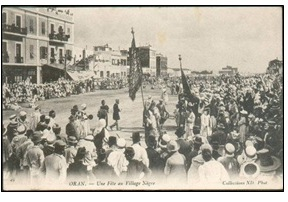
Une fête populaire dans le quartier Mdina Jdida à Oran, durant la période coloniale.

Le genre musical, remonte au XVIe siècle, ses racines et notamment le melhoun dont il a été le support mélodique remontent à plus loin, lors de la progression des tribus arabes, ils introduisent leur langue antéislamique et mélopées bédouines dans le Maghreb central. Les tribus berbères arabisées adoptent ces airs apportés par les tribus venues d'Arabie, mais les intégreront en usant de leurs propres instruments tels que la gasba et le gallal.
Le bedoui se distingue du hawzi citadin, qui emploie également des textes poétiques chantés, à travers des règles d'écriture et de construction poétique, et des modes de dire (prononciation, accentuation et rythmes) et dont l'accompagnement musical est emprunté à la nouba, alors que le bedoui est accompagné d'orchestration musicale traditionnelle. Toutefois, des poètes du hawzi sont aussi chantés dans le style bedoui et certains poèmes bédouins sont chantées dans le hawzi. 
Il devient le genre des nomades sédentarisés qui vont former la classe paysanne dont il représente l'art raffiné des élites dès l'époque turque et se joue lors de la waada annuelle. Son aire géographique débordait souvent l'Oranie, l'État d'Abdelkader avait permis l'éclosion de ce genre qui était élevé au rang de musique officielle à côté de la nouba andalouse. Presque tous les bardes et chantres de ce genre  poético-musical sont issus des zaouïas soufistes. 
Puis, durant la période coloniale, il devient une valeur-refuge pour les populations issues de l'exode rural. Au début du siècle du XXe siècle, il connaît ses premiers enregistrements. L'entre-deux-guerres se caractérise par l'émergence du bédoui citadinisé, ces chanteurs-poètes se produisent dans la plupart des cas dans les cafés notamment à Oran. Dans la chanson de ce genre, on atteste des emprunts, des calques et des interférences avec le français.
Dans les années 1950, il emprunte des rythmes et des formes de construction à la musique moderne. Les chants raccourcissent pour correspondre aux exigences de la duplication phonographique, ce qui conduit à la réduction des pièces traditionnelles. Cette période connaît également la professionnalisation des interprètes et des musiciens qui passent dans la radio et les théâtres.
Le bedoui citadinisé, se transforme au niveau rythmique sous l'influence grandissante de la chanson orientale, il prolifère en succédanés plus ou moins aboutis, plus ou moins éphémères, dont le raï est l'un des avatars. Le bedoui oranais est en effet la source du raï moderne, les textes des chouyoukh et des chikhât ont été exploités par les acteurs du raï, à partir des années 1980, souvent sans les créditer.

## Genres et rythmes
Le bedoui oranais est moins diversifié dans ses modes et échelles musicales que les deux autres sous-genres de bédoui algérien, il se caractérise par la primauté de la qasida du melhoun, la musique ne fait que soutenir le chant. Il est le résultat principalement d'une sorte de synthèse musicale arabo-berbère. 
Il se subdivise en mélodies propres à chaque région, désignée par le terme hwa (air) et réparties en modes plus ou moins rythmés : bsaïli, guebli, mkhazni, mazouni et amri. Toutefois, il y a une similitude entre les échelles musicales dans les différentes styles. Il se joue sur cinq rythmes différents, parmi lesquels : le tanqar (lent), le hamza (un peu plus vif) et le allaoui (le plus répandu à l'allure très rapide et générateur d'une danse).
Les formes régionales diffèrent par l'accent local et la prononciation :
- le guebli (du Sud), consiste un chant à textes, presque méditatif sans percussion[9] ;
- le bsaïli se joue sans gasba, accompagnée uniquement du gallal ;
- le mazouni est répandu en Oranie orientale ;
- le aamri dans la région entre Sidi Bel Abbès et Aïn Témouchent ;
- le mekhzni dans la périphérie des villes d'Oran, Mascara et Mostaganem.

Le baladi propre à chaque ville, est une forme du mekhzni qui a subi l'influence de genres citadins, ou qui se joue avec instruments modernes sans se confondre avec le genre wahrani.

## Instruments

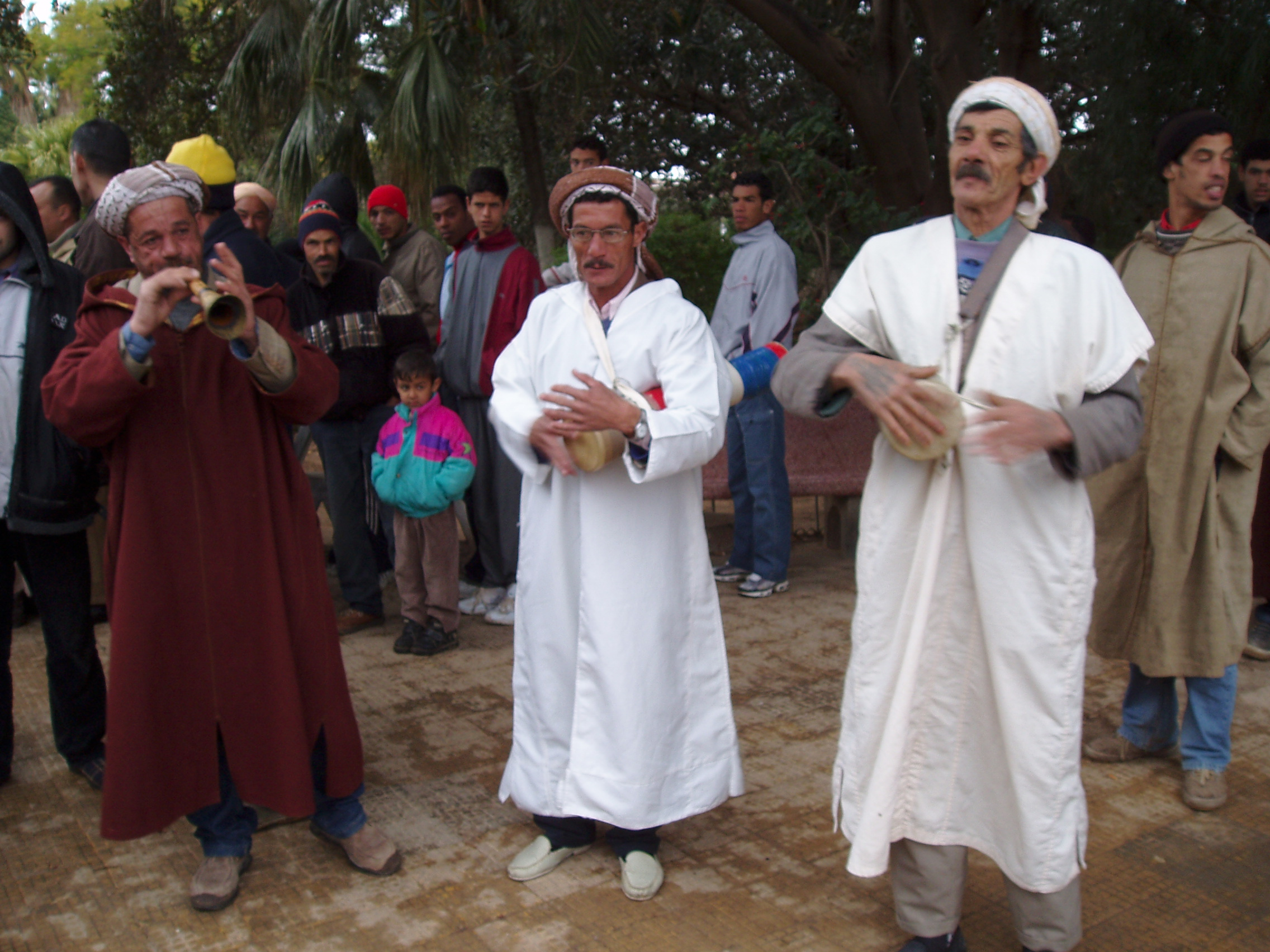
Joueurs de gasba et du gallal.

Les instruments de musique utilisés dans le bedoui oranais sont la gasba (flute) et le gallal pour la percussion, ce dernier n'est utilisé que dans ce sous-genre de bedoui contrairement au aiyai et au bedoui chaoui qui utilisent le bendir.
La rythmique du texte est imprimée par le chanteur, marquant le mizane (le tempo) avec le gallal, à ses côtés, les flûtistes en général deux suivent. Le premier est appelé erquiza (base, principal) et le deuxième, r'dif (second).

## Festival
Festival national de la chanson bédouine et de la poésie populaire à Aïn Tédelès.

## Artistes représentatifs

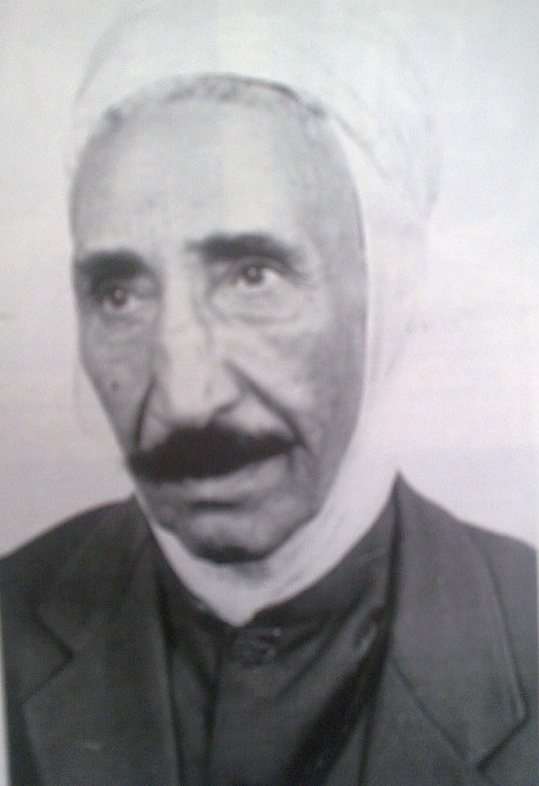
Cheikh Hamada (1889-1968), maitre du bedoui.

### Auteurs
- Sidi Lakhdar Ben Khlouf[6]
- Mestfa Ben Brahim[6]
- El-Habib Benguennoun[4]
- Mohamed Belkheir[6]
- Lemneouar Benyekhlef[3]
- Cheikh Bel Abbas
- Boudissa[4]
- Ali Koura[4]
- Hadj Khaled[4]

### Chanteurs-poètes
- Hachemi Bensmir (1877-1938)[7]
- Cheikh Madani (1888-1954)[7]
- Cheikh Hamada (1889-1968) [7]
- Abdelkader El-Khaldi (1896-1964)[7]
- Cheikh Bouras (1909-1959)[7]
- Cheikh Djilali Aïn Tedles[2]
- Mohamed Larbi El Mamachi[2]
- Abdelmoula Labassi[2]
- Boutaïba Saïdi[2]
- Tahar Ben Moulay[3]
- Mokadem Méziane[3]
- Cheikh El Meliani[11]
- Cheikh Snoussi[4]
- Ould Mnaouer[4]
- Cheikh Bendehiba « Bouguirati » (1943-2021)[12]

## Titres notables
- Rani Mhayer, une pièce de bédoui citadinisé, de Benyekhlef Boutaleb, reprise et enregistrée par Blaoui Houari[7]
- Biya daq el mor, « La vie m'a peiné » une pièce de bédoui citadinisé de Hachemi Bensmir[7]
- Oktia, « Malheureux toujours », une pièce de bédoui citadinisé[7]
- Bakhta, de Abdelkader El-Khaldi[7], chanson-culte reprise par les chanteurs du raï et notamment cheb Khaled[2]

## Exemple de textes
Exemple d'une pièce essentielle du répertoire bedoui du genre citadinisé, Bia daq el mor :
« Youm ed-djemaa sobt chayfa tebki aande l'qbor

bia deq el mor

bessif el insan yahzan oua h’moumah tenzad

tuma ntaqtelha wa salatha belhbib el machhor

qoltelha aidi qassitek ya rawdet le'yad

qalat khi mat khalani mahgour

men wahchah manali sabr toht mene ltenhed »
« Un vendredi devant une tombe, j'ai vu pleurer une femme

la vie m'a peiné

c'est sûr que l'être est vaincu par l'ampleur des peines

je lui ai demandé alors après son bien-aimé

je lui ai dit conte ton histoire ô fleur de fête

elle a dit mon frère est mort et m'a laissée toute seule

il me manque tellement que je ne trouve ni patience ni répit »